# 藍田綜合大樓

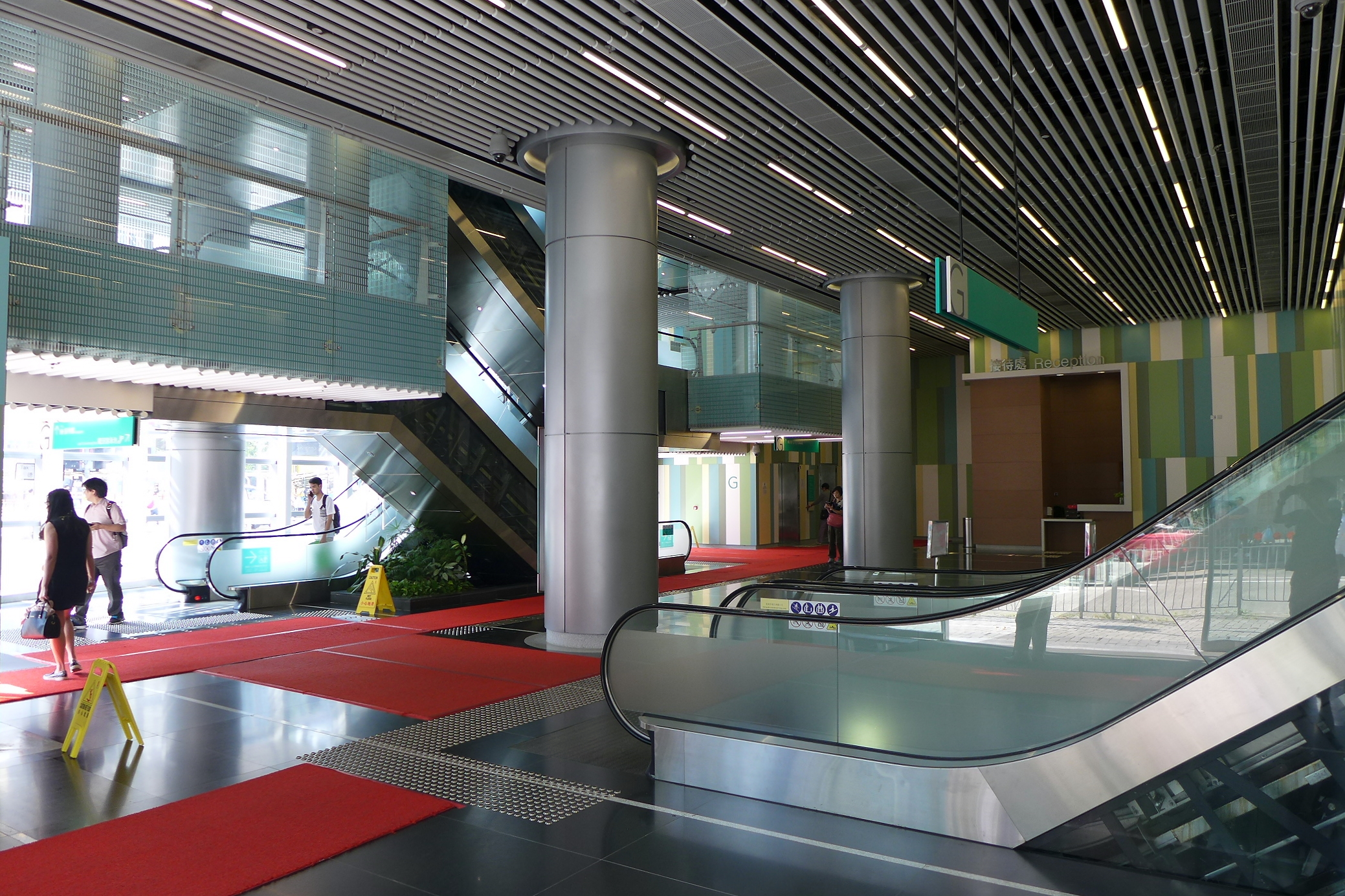
藍田綜合大樓地下大堂

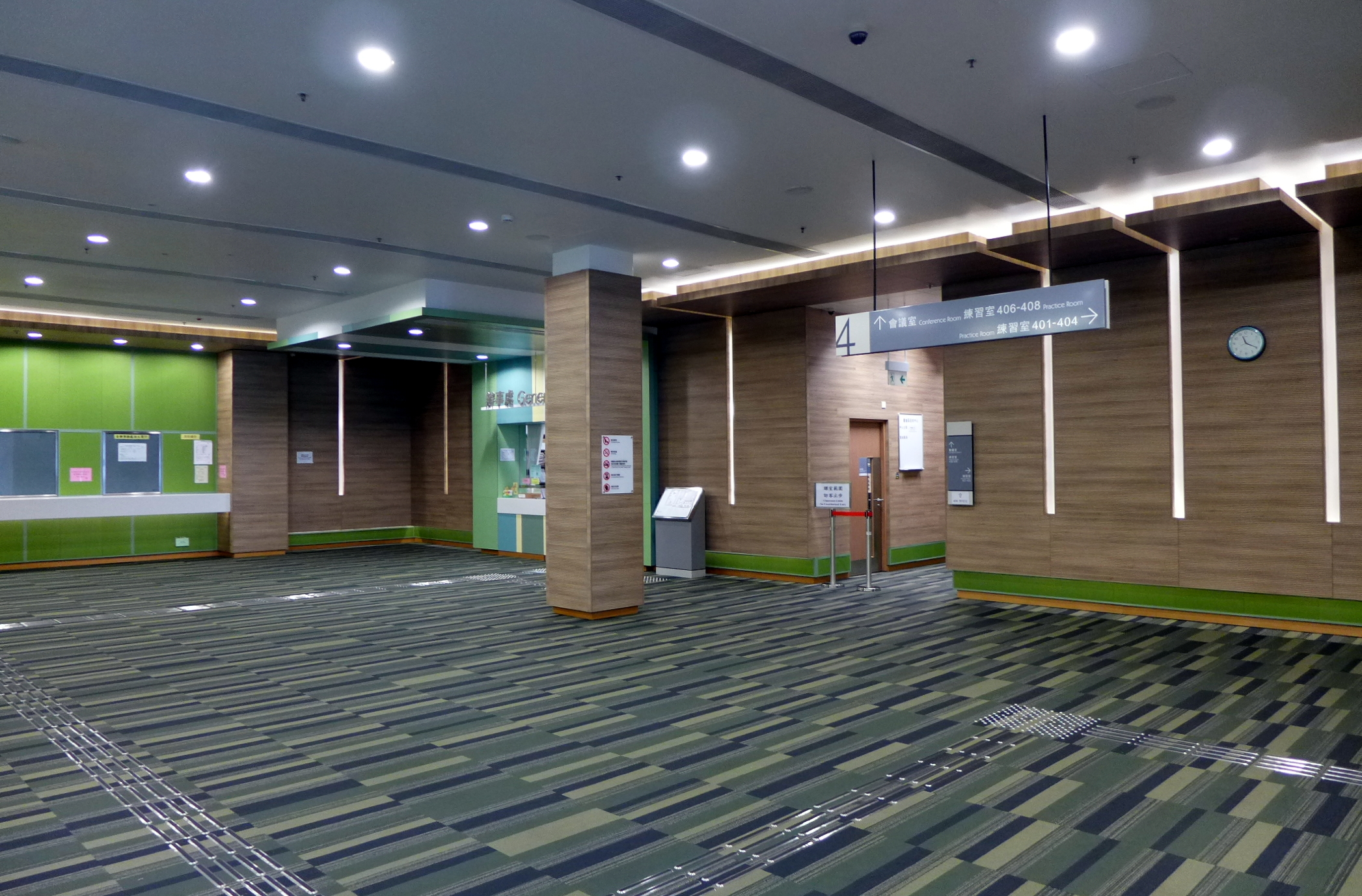
觀塘區音樂中心大堂

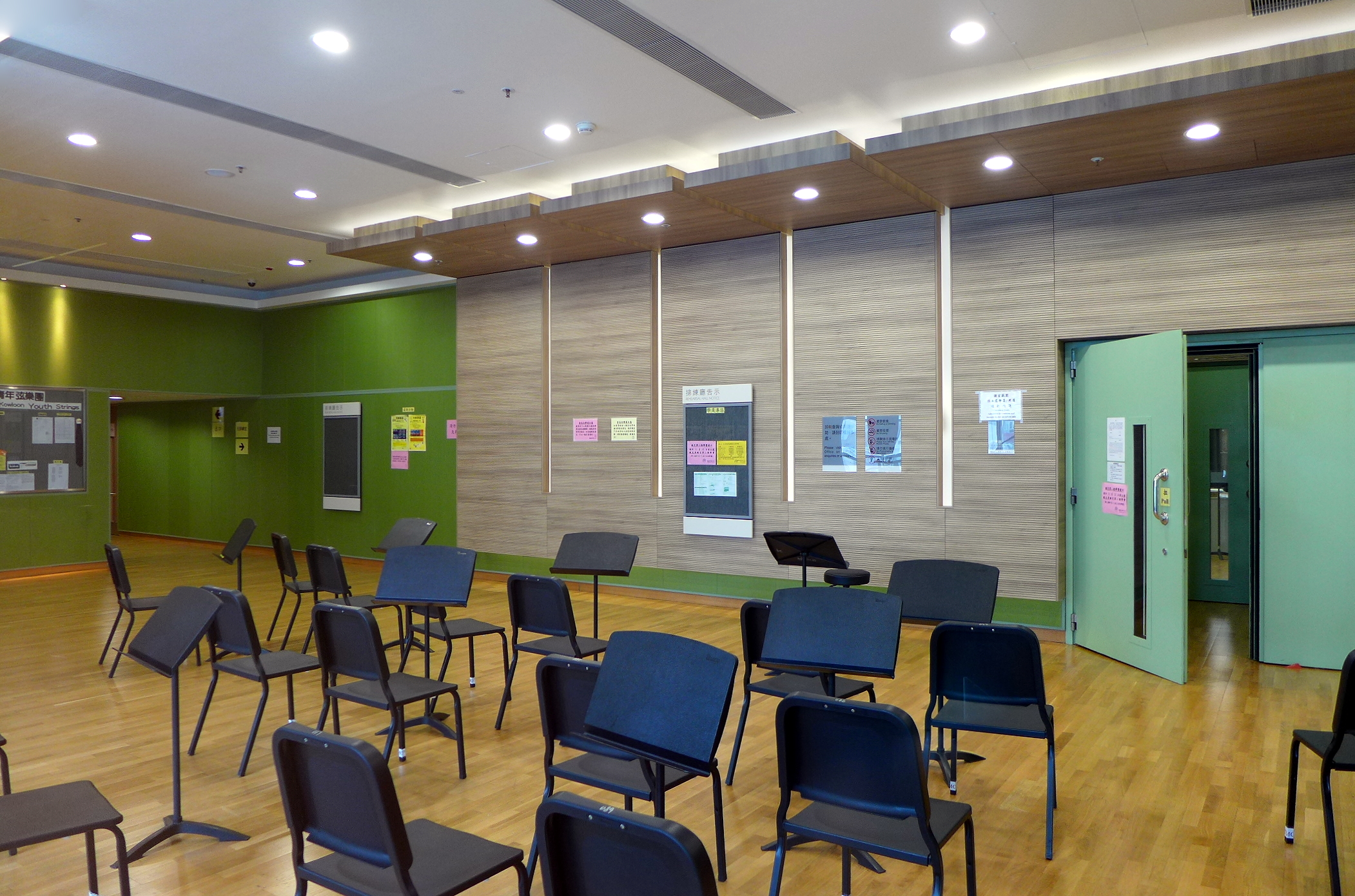
觀塘區音樂中心練習室

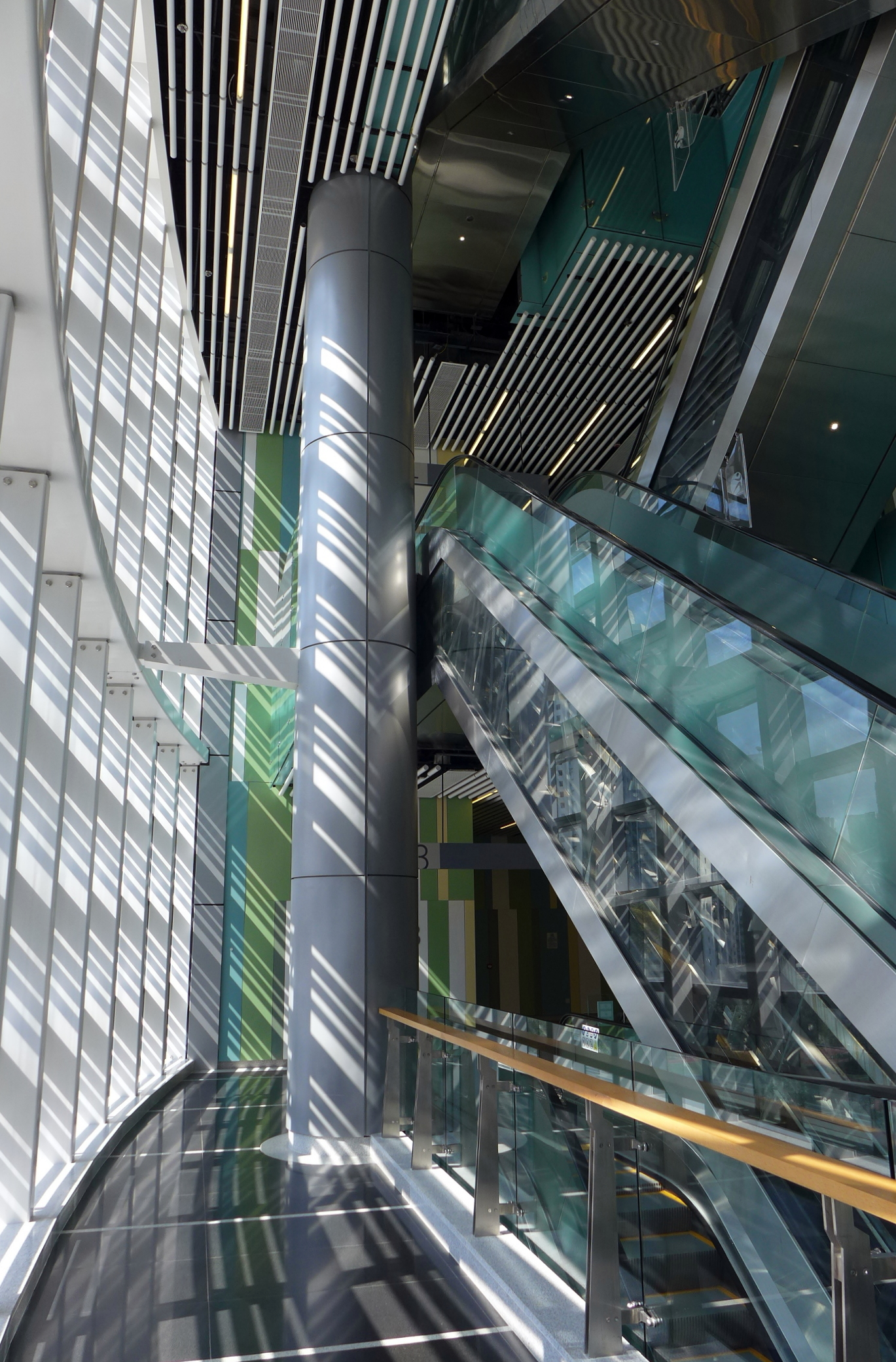
藍田綜合大樓中庭

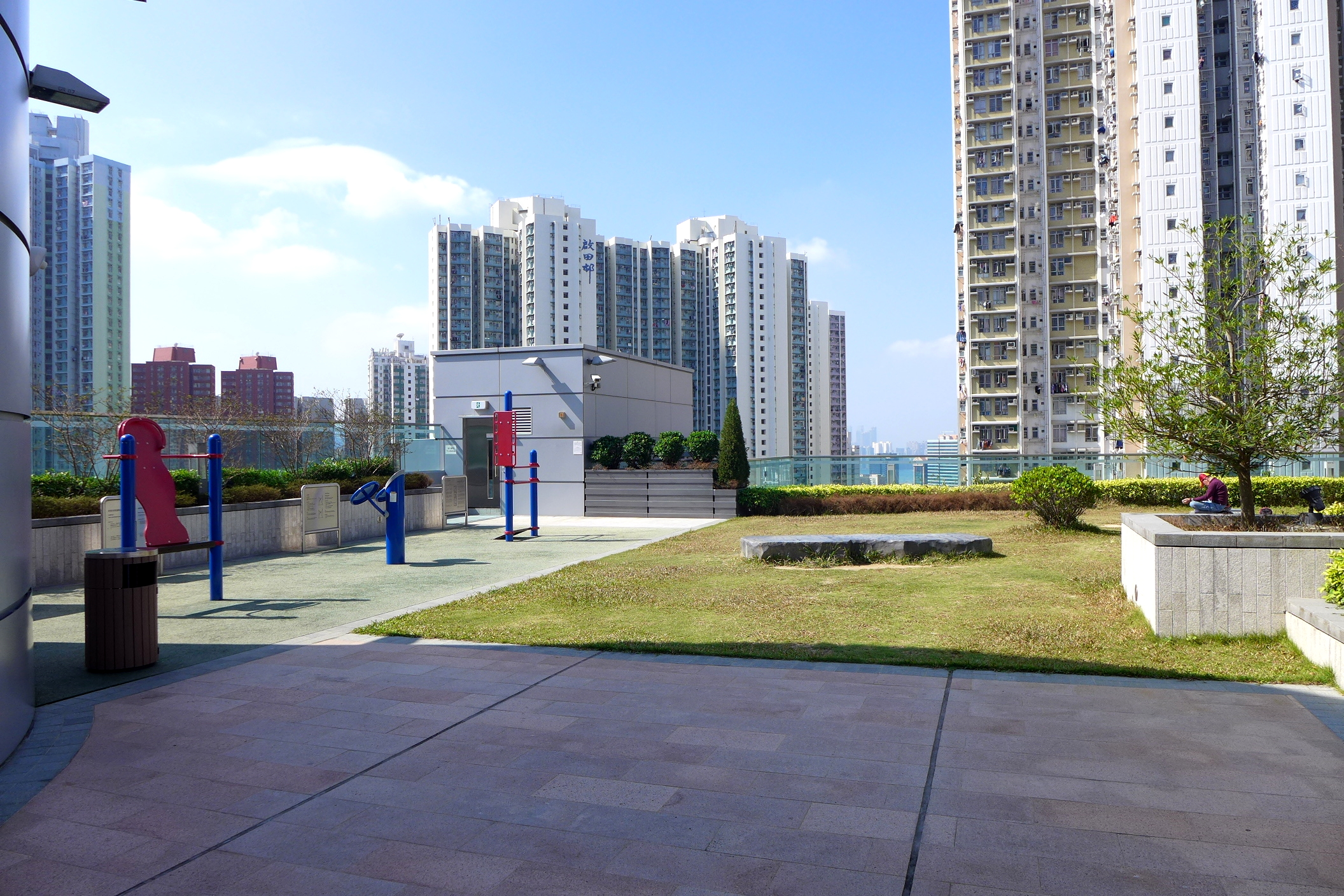
藍田綜合大樓天台花園

藍田綜合大樓（英語：Lam Tin Complex）是香港一座多用途的市政建築，位於香港九龍藍田慶田街1號，即德田街與慶田街交界處西北，佔地約3,600平方米，由關善明建築師事務所有限公司設計。
該大樓內設有多個現由康樂及文化事務署管理的綜合設施，包括公共圖書館、游泳池及音樂中心，並且設有健體及遊樂設施。

## 歷史
藍田所處的觀塘區南部向來對康樂和社區設施需求甚殷，區內沒有公共室內暖水游泳池；原有藍田公共圖書館（位於區內公共房屋樓宇地舖）屬於小型圖書館，規模及館藏皆不足以應付需求，區內居民多年來一直爭取擴充圖書館，更曾主動為當局尋覓館址，但一直未嘗成功。
前市政局解散前，已提出於藍田興建新市政大廈，選址是建議作進一步規劃的21項前市政局工程計劃之一。市政大廈選址藍田邨第1座原址，即藍田（北）巴士總站對面興建，雖然藍田邨第1座早於1999年中已拆卸，然而興建市政大廈的計劃一直未有落實，地盤一直丟空，至2006年方闢為德田街臨時公園。
直至2009年，政府終於落實興建藍田北市政大廈，於同年6月19日刊憲招標承投大廈之建造工程，並由協興建築與興勝創建之聯營公司投得，而建築工程亦在2009年11月展開。大樓內的首項設施：觀塘區音樂中心早於2012年9月3日啟用，藍田游泳池於2012年11月1日正式啟用，而藍田公共圖書館附設之學生自修室亦率先於同年11月30日啟用。至於圖書館本身則於2013年3月30日遷進綜合大樓，位於德田邨的舊館於3月28日提供最後一天服務後關閉（3月29日為耶穌受難節，圖書館休息）。大樓於2013年9月16日正式開幕，由時任民政事務局局長曾德成及觀塘區議會主席陳振彬等主持。
大樓在規劃及建造期間稱為藍田北市政大廈（英語：Lam Tin North Municipal Services Building），其後康樂及文化事務署於2012年1月建議將大樓命名為藍田綜合大樓，並獲區議會通過。

## 設施
藍田綜合大樓樓層分佈如下
| 樓層   | 設施                                                         |
| ------ | ------------------------------------------------------------ |
| R 天台 | 戶外長者健身區／天台花園                                     |
| 6樓    | 藍田公共圖書館                                               |
| 5樓    | 藍田公共圖書館（正門入口） 藍田公共圖書館學生自修室          |
| 4樓    | 觀塘區音樂中心（辦事處、練習室） 藍田兒童遊樂場 戶外健身區   |
| 3樓    | 觀塘區音樂中心（排練廳）                                     |
| 2樓    | 藍田游泳池辦事處                                             |
| 1樓    | 藍田游泳池                                                   |
| 地下   | 接待處、職員停車場、自助郵件/貨物提取櫃 - 香港郵政「智郵站」 |

### 藍田游泳池
藍田游泳池設於藍田綜合大樓1樓及2樓，是觀塘區首個室內全天候公眾游泳池，於2012年11月1日啟用。場內設有25米×25米室內訓練池（水深1.2至1.4米）及25米×10米室內習泳池（水深0.7至0.9米）各一，另附設日光浴場、更衣室、洗手間及家庭更衣室等設施。

### 觀塘區音樂中心
觀塘區音樂中心（Kwun Tong Music Centre）是康樂及文化事務署音樂事務處轄下的音樂排練設施，位於大樓的3樓及4樓，當中3樓設有排練廳，供音樂團體排練表演；4樓則設有練習室（包括一間大型練習室及數個較小的練習室）及音樂中心辦事處。
觀塘區音樂中心於1987年創辦，為東九龍居民提供服務。早年該中心設於牛頭角政府合署，但該中心設施逐漸變得殘舊過時，不足以應付與日俱增的需要及標準，因此當局安排音樂中心於藍田綜合大樓重置。中心最終於2012年8月27日搬遷，並於9月3日正式對外開放。

### 藍田公共圖書館
藍田公共圖書館設於綜合大樓5樓及6樓的藍田公共圖書館新館屬分區圖書館規格，是觀塘區三所分區圖書館之一（其餘兩所為瑞和街和牛頭角），面積達2,900平方米，館藏約14萬項，報案閱覽室備有逾130種本地、海外的報刊及雜誌，於2013年3月30日啟用。圖書館所具備的設施包括成人圖書館、兒童圖書館、報刊閱覽室、推廣活動室、特快歸還服務、自助借書及續借服務、展覽區、多媒體資料圖書館、咖啡閣、育嬰間等等。
藍田公共圖書館附設有學生自修室設於大樓5樓圖書館正門入口旁，已率先在2012年11月30日啟用，共設201個座位，供區內學生及居民進行自修溫習之用。自修室出入口設有閘機，並長期有職員駐守，使用者須按職員派發的號碼卡對號入座，在康文署轄下自修室中實屬罕見。

## 鄰近
- 藍田邨
- 聖公會德田李兆強小學
- 德田商場
- 藍田（北）巴士總站
- 德田邨
- 藍田配水庫遊樂場
- 藍田聖保祿中學
- 聖爱德華天主教小學